# Mårten Eskil Winge
Mårten Eskil Winge, född 21 september 1825 i Stockholm, död 22 april 1896 i Enköping, var en svensk målare, tecknare och professor vid Konstakademien i Stockholm. Han var gift 1867 med konstnären Hanna Tengelin (1838–1896).

## Biografi
Mårten Eskil Winge föddes 1825 som son till rektorn och kyrkoherden Isak Martin Winge och Andrietta Sofia Rothman. Han avlade studentexamen 1846 i Uppsala och började sedan som lärling hos målarmästaren P. E. Wallander i Stockholm. År 1847 skrevs han in vid Konstakademien. Samtidigt med studierna tjänstgjorde han inom postverket; dessutom skaffade han sig extra inkomster genom att måla porträtt. I föräldrahemmet hade hans intresse väckts för de fornnordiska sagorna och under lärotiden uppmärksammades han för sina teckningar med fornnordiska motiv. Bland annat utförde han under 1850-talet illustrationer till Adam Oehlenschlägers Nordens Gudar och kronprins Karls beställde illustrationer från honom till sina dikter Fosterbröderna, Heide, Gylfes dotter och En vikingasaga. Han attraherades av göticismen och tillsammans med sin studiekamrat och vän konstnären August Malmström göt han nytt liv i de historiska traditionerna. Hans far var nära vän till Pehr Henrik Ling och  Winge fick en inspirationskälla i Lings Asarne och de illustrationer Carl Wahlbom utfört till boken.
År 1856 blev Mårten Eskil Winge elev hos Johan Christoffer Boklund i akademiens nyinrättade målarskola. Följande år fick han kunglig medalj för målningen Karl X Gustav vid Axel Oxenstiernas dödsbädd och företog med stöd av ett stipendium en studieresa via Düsseldorf till Paris, där han bland annat studerade för Thomas Couture och besökte Louvren där han kopierade Peter Paul Rubens. År 1859 gjorde han en avstickare till Rom innan han 1863 återvände till Sverige via Paris.
År 1864 blev Winge ledamot av Konstakademien och så småningom, efter att ha haft olika tjänster som teckningslärare, från början som vice och senare som ordinarie professor 1865–1890. År 1865 öppnade han målarskola i sin ateljé och 1877 gav han sig åter iväg till Italien. Rom gav honom stora konstnärliga upplevelser och inspirationer. Bland hans offentliga arbeten märks åtta konstnärsmedaljonger för Nationalmuseum och tillsammans med sin fru målade han en fris med motiv ur Sigurd Fafnesbane saga i storstugan i en av Curmans villor i Lysekil och de utförde även ett tiotal barnmotiv i Bolinderska huset i Stockholm. Som illustratör illustrerade han bland annat Fredrik Sanders Edda... och bokverket Nordens gudar. Framställda i teckningar af M. E.Winge. Han medverkade ett flertal gånger i Konstakademiens utställningar och i de nordiska konstutställningarna i Stockholm 1866 och Göteborg 1869, världsutställningarna i Paris 1867 och Philadelphia 1876.
Mårten Eskil Winges konst är i första hand förknippad med fornnordiska motiv men han utförde även ett antal tavlor med kristna motiv, i första hand altartavlor.
Makarna Winge är begravda på Norra begravningsplatsen utanför Stockholm.

## Galleri

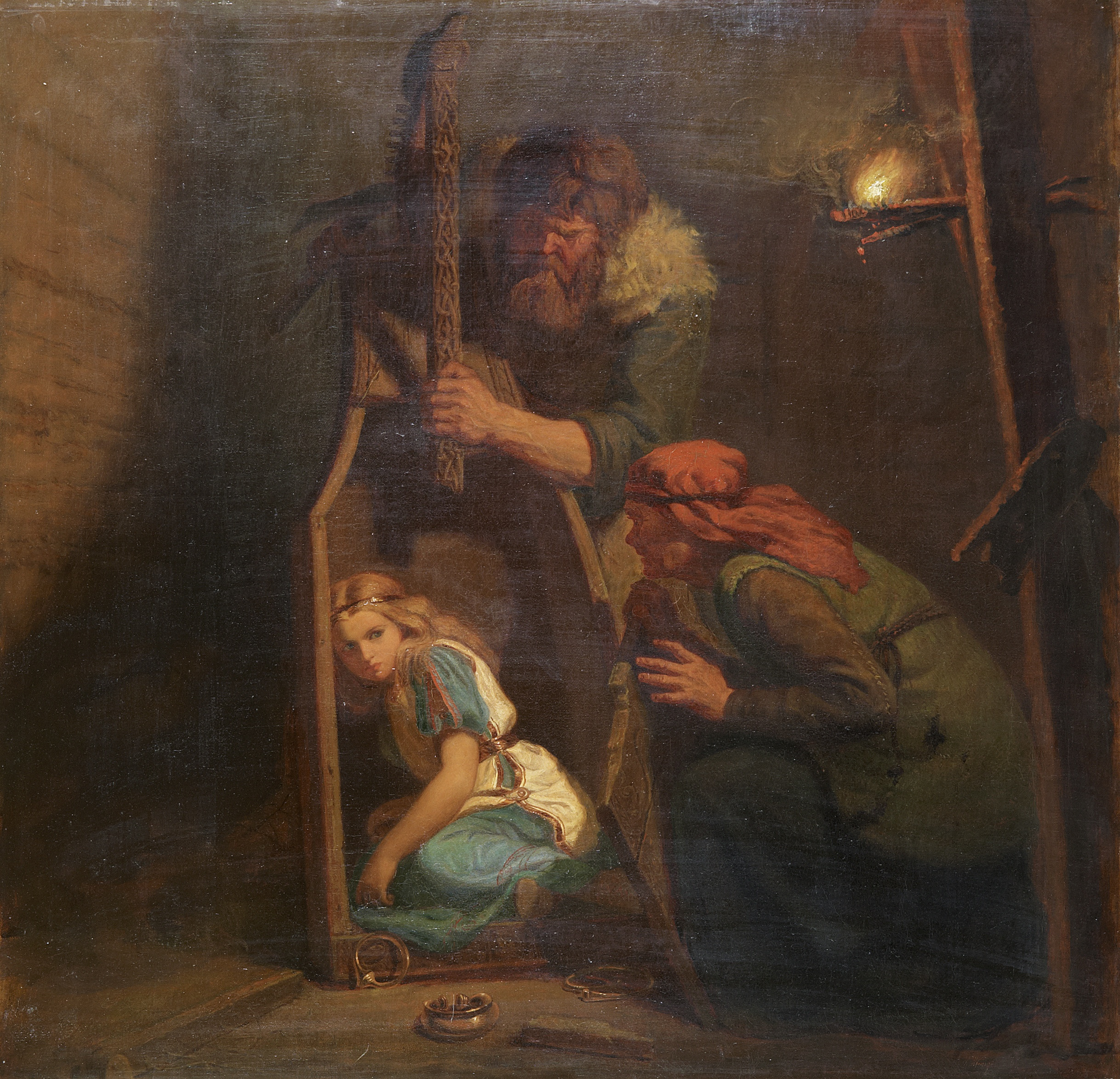
Aslög i harpan (1856)
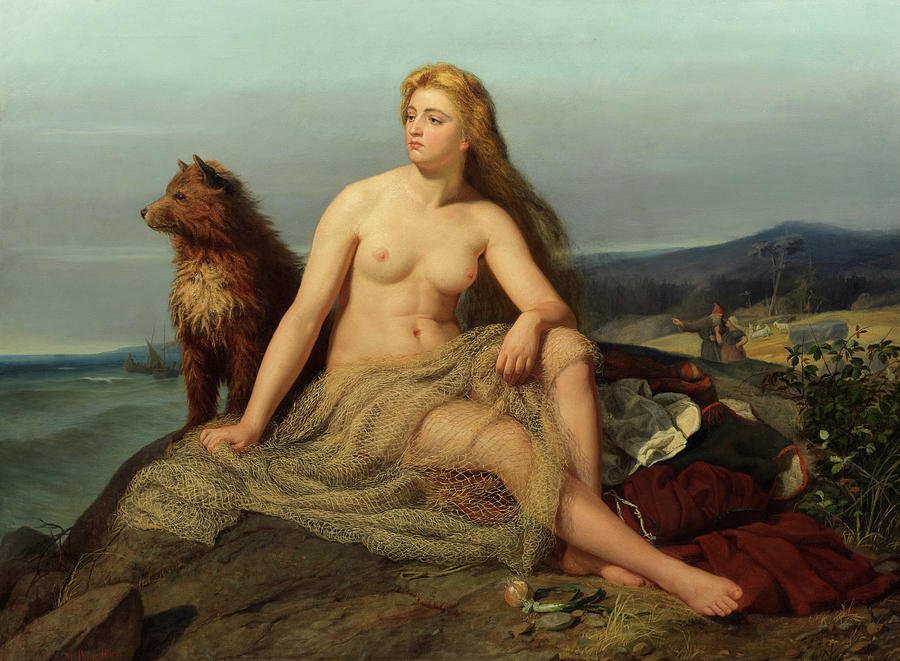
Kraka (1862)
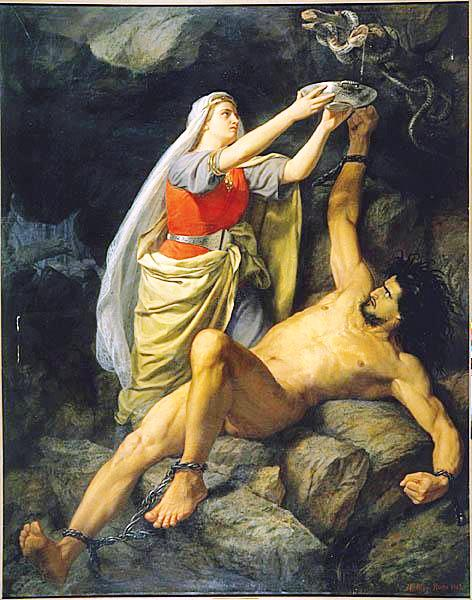
Loke och Sigyn (1863)
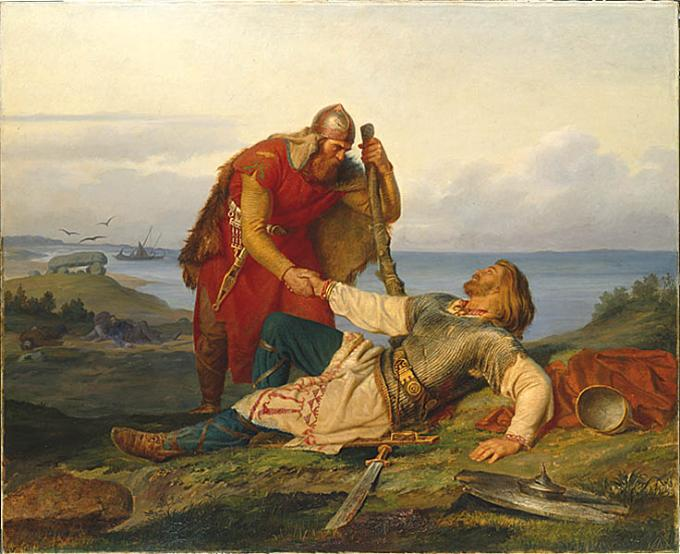
Hjalmars avsked av Orvar Odd efter striden på Samsø (1866)
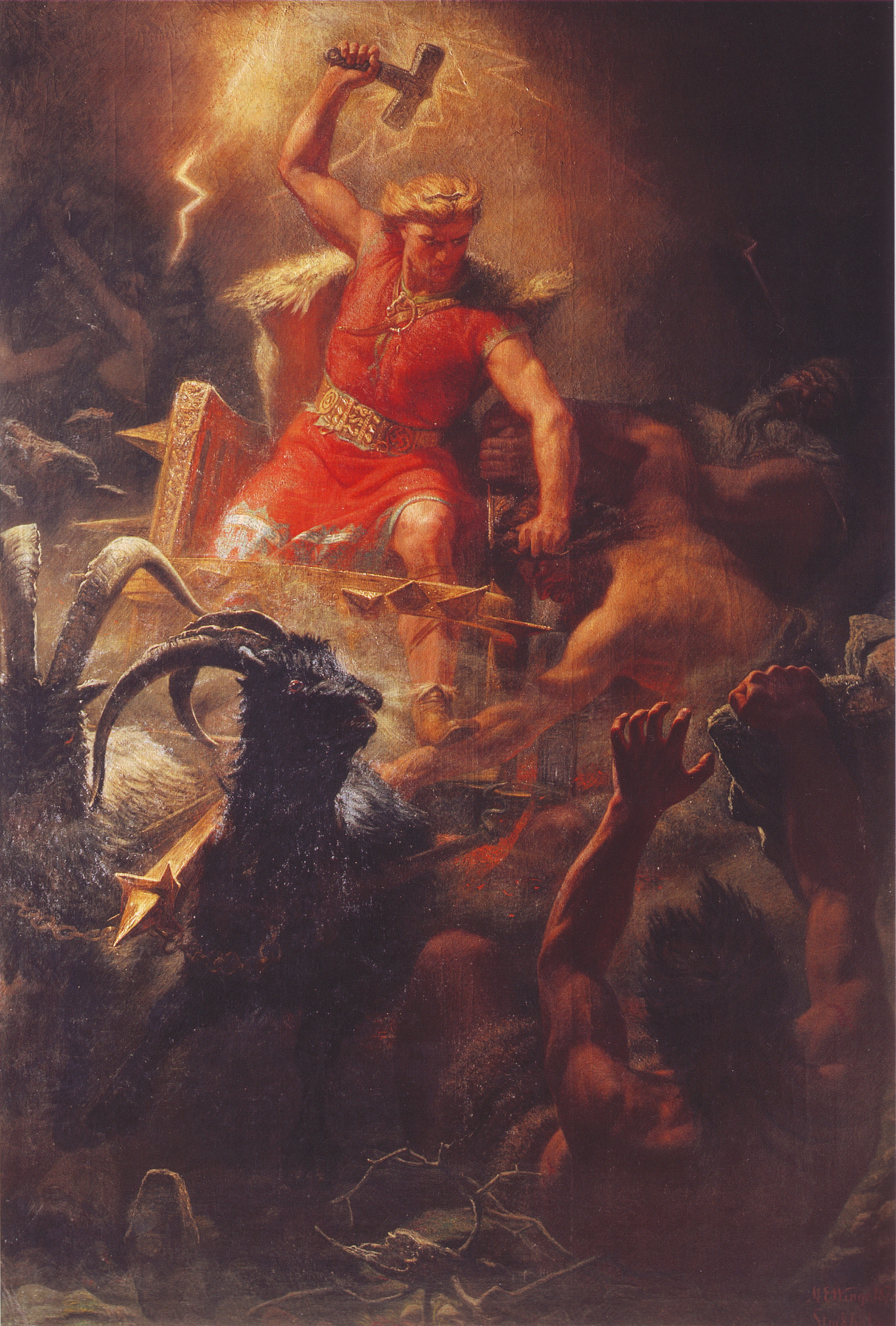
Tors strid med jättarna (1872)
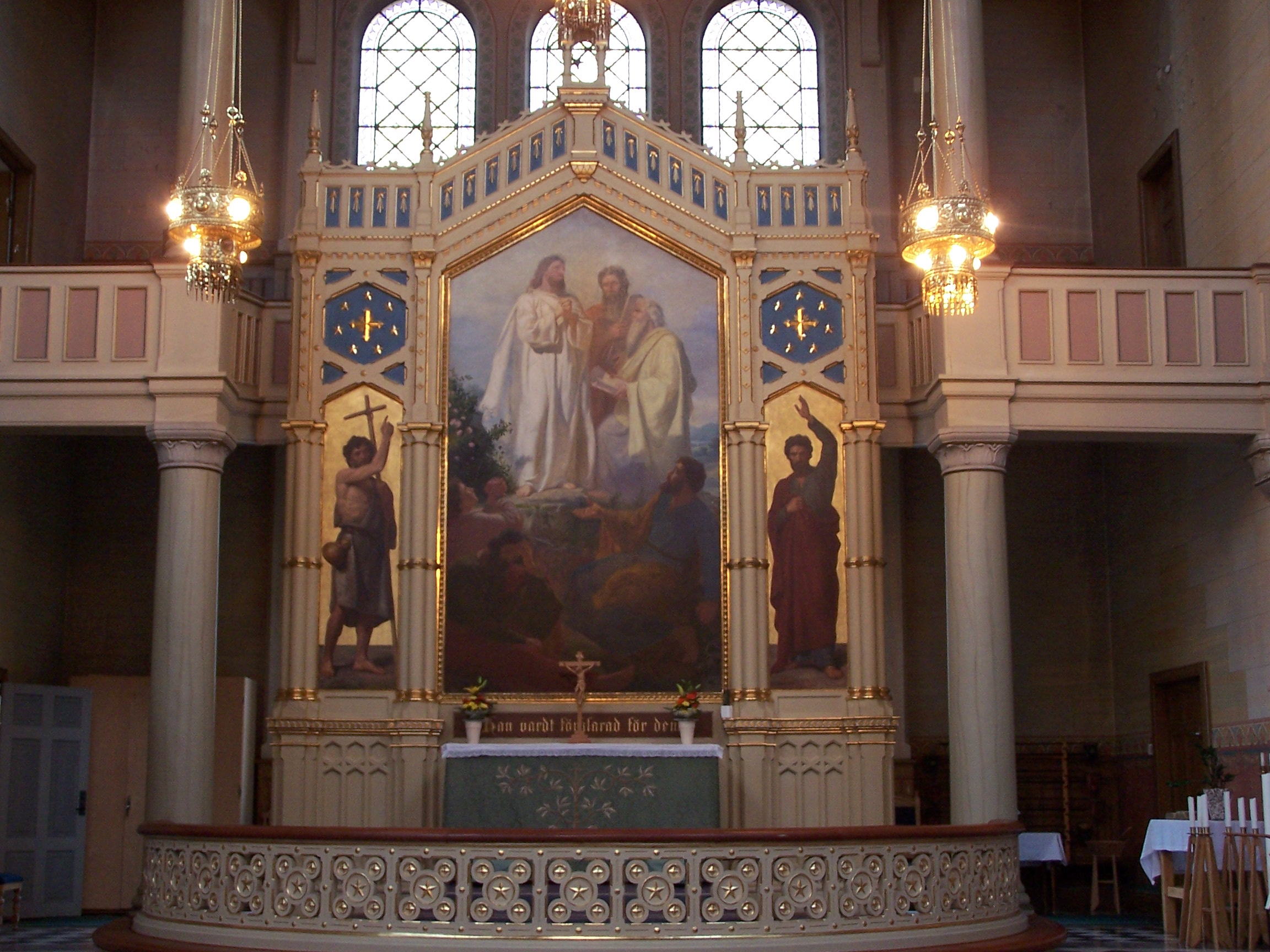
Sankt Pauli kyrka, Malmö (1882)

## Verk
Urval:
- Nationalmuseum,[7] Stockholm: Kraka (1862).
- Nationalmuseum, Stockholm: Loke och Sigyn (1863).
- Sankta Maria kyrka, Borrby, Skåne: Altartavla Jesus kommer till byn, (1866).
- Vänersborgs museum, Västergötland (deposition): Hjalmars avsked av Orvar Odd efter striden på Samsø (1866).
- Örebro läns museum: Olav Tryggvason och Sigrid Storråda i Konghäll (1868).
- Rogberga kyrka, Småland: Altartavla (1869).
- Nationalmuseum, Stockholm: Tors strid med jättarna (1866-1872).
- Borgeby kyrka, Skåne: Altartavla "Kristus i Getsemane" (1870-talet).
- Landeryds kyrka, Östergötland: Altartavla "Kristus med nattvardskalken" (1872).
- Västanfors kyrka, Västmanland: Altartavla (1873).
- Färgaryds kyrka, Småland: Altartavla (1874).
- Kulla Gunnarstorps slott, Skåne: Takmedaljonger Årstiderna (1874).
- Hedemora kyrka, Dalarna: Altartavla (1878?)
- Caroli kyrka, Malmö: Altartavla (1880).
- Bolinderska huset, Stockholm: Barnmotiv (1881).
- Fleninge kyrka, Skåne: Altartavla De vise männens tillbedjan av Jesus, (1882).
- Sankt Pauli kyrka, Malmö: Altartavla (1882).
- Lilla Isie kyrka, Skåne: Altartavla Jesus och Marta (1883).
- Kvidinge kyrka, Skåne: Altartavla Jesu besök i Emmaus (1886).
- Vallerstads kyrka, Östergötland: Altartavla "Kristi förklaring" (1890).
- Konstakademien, Stockholm: Självporträtt (1896).
- Kronovalls slott, Skåne: Altartavla.
- Konstmuseet Sinebrychoff,[8] målningen Gubbhuvud.
- Norrköpings Konstmuseum,[9] målningen Habor och Signe.